# チョンブリー県

チョンブリー県
จังหวัดชลบุรี

- この項目は英語版を元に作成されています。

チョンブリー県（チョンブリーけん、タイ語: จังหวัดชลบุรี）はタイ王国・中部の県（チャンワット）の一つ。チャチューンサオ県、チャンタブリー県、ラヨーン県と接し、海岸部はタイランド湾と接する。チョンブリ県とも称される。

## 歴史
チョンブリーの領域はアユタヤ時代から地方都市として栄えていた。その他、現在のチョンブリー県の領域には、ムアン・バーンサーイ、ムアン・バーンプラーソーイ、ムアン・バーンプラ、ムアン・バーンラムンなどがあったがこれらはチャクリー改革の過程でチョンブリー県に編入された。
1950年代頃までは県は発展から遅れていた。しかしベトナム戦争を境に県内のウータパオ空軍基地が利用され、近くにあったパタヤが保養地として利用され始めたため、県内およびパタヤは大きく発展した。

## 地理
県はバンコクの郊外にあり、タイランド湾が角張っているところに位置する。県内北部には肥沃な土地が広がり農業に利用されている一方で、県西北部から南東部までは山脈もある。サッタヒープ郡には深めの入り江がある。

## 産業
- レムチャバン港
- アマタナコーン工業団地

## 県章
|  | 地元の住民によって神聖なものとされる、カオ・サームムックと呼ばれる海の中の丘があしらわれている。漁師達はカオ・サームムックが海難を防いでくれると信じているという。 県木・県花はカリン（Plerocapus indicus）である。 |

## 隣接する県
- チャチューンサオ県
- チャンタブリー県
- ラヨーン県

## 行政区
チョンブリー県は11の郡（アムプー）に分かれる、さらにその下位に92の町（タムボン）と、687の村（ムーバーン）がある。
| 1. ムアンチョンブリー郡 2. バーンブン郡 3. ノーンヤイ郡 4. バーンラムン郡 5. パーントーン郡 6. パナットニコム郡 7. シーラーチャー郡 8. シーチャン島郡 9. サッタヒープ郡 10. ボートーン郡 11. コチャン郡 | チョンブリー県の行政区分地図 |